# ヘッドシザース

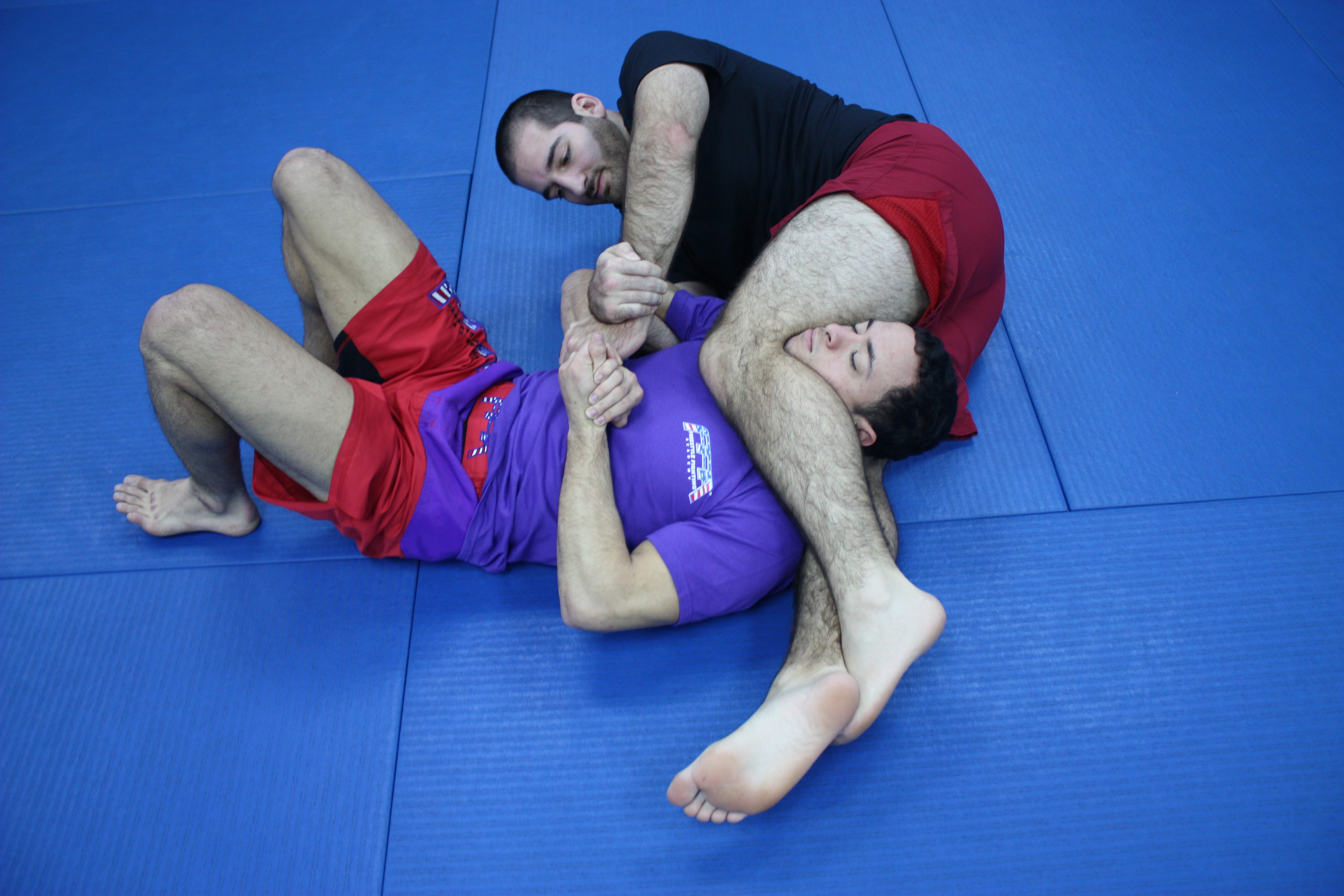
ヘッドシザースの足挟みの実演。

ヘッドシザース (Head Scissors) は、ブラジリアン柔術、プロレス、総合格闘技などで使用される絞め技。別名は足緘絞（あしがらみじめ）。

## 概要
両脚の中に相手の腕は入れずに、両脚で相手の頭部や頸部を挟む絞技。
柔道では1928年の書籍『柔道精解』に掲載された1924年からの明治神宮体育大会柔道の審判規程で禁止となる。1929年（昭和4年）、昭和天覧試合御大礼記念天覧武道大会で禁止技に。1941年までに大日本武徳会で禁止技に。1941年（昭和16年）3月21日、講道館柔道乱捕試合審判規程で禁止技に。両脚の中に相手の腕が一本入っていると三角絞となり使用できる。相手の腕が二本入っているとまず極まることはない。
高専柔道でも禁止技であった。ノンフィクションライターの増田俊也はヘッドシザースが禁止技だったからこそ、そのルールの隙をついて高専柔道で三角絞が生まれたとしている。三角絞が生まれたのは1921年頃である。書籍『柔道大事典』は三角絞の原型だとしている。
ブラジリアン柔術では国際ブラジリアン柔術連盟、国際柔術連盟ともに首関節を極めたり頸椎を痛めなければ全カテゴリーで使用できる。首関節を極めたり頸椎を痛めても禁止されているのはティーン (U16) 以下だけである。しかし、三角絞より極まる頻度は少ない。

## バリエーション

### 足挟み
足挟み（あしばさみ）は両膝付近を相手の頸部に当て両足首を組んで両脚を伸ばすように力を入れてのヘッドシザースの基本形。自著で川石酒造之助は横三角絞の様な体勢から掛ける場合、両足首を組んだまま腰を捻って両脚を横転させるとよいとしている。矢野卓見の得意技。前から絞める場合も横から絞める場合もある。別名膝絞（ひざじめ）、レッグ・スクイーズ (leg-squeeze) 、洗濯挟み（せんたくばさみ）、首絞（くびじめ）。「首絞」、「頸絞」はフロント・チョークの別名でもある。

### 首4の字固め
首4の字固め（くびよんのじがため）は足首をもう一方の脚の膝裏に当てて両脚を4の字状に組んでのヘッドシザース。プロレスラーのタイガー・ジェット・シンは1980年、メキシコでのヘビー級タイトルマッチ3本勝負でアントニオ猪木をこの技で失神させている。前から絞める場合も背後から絞める場合もある。1936年の書籍『対拳式実戦的柔道試合法』では手で曲げた脚の足首を持って引きつけると一層よく絞まる、としている。別名フィギュア・フォー・ネック・ロック、コブラ・シザース。